# Marks
Marks o Marx (del ruso: Маркс), en (alemán: Marxstadt) es una ciudad del óblast de Sarátov, en Rusia, centro administrativo del raión homónimo. Está situada en la orilla izquierda del Volga, a 54 km (69 km por carretera) al nordeste de Sarátov. En 2009 tenía 32 682 habitantes.

## Historia
El origen de la ciudad es una colonia alemana llamada Baronsk, fundada en 1767 por alemanes provenientes de Brabante (actualmente a caballo entre Bélgica y los Países Bajos). Fue rebautizaba Yekaterinenstadt en homenaje a Catalina II, zarina que invitó a dichos alemanes a poblar la región del Volga, dando inicio así a los alemanes del Volga. En 1918 se le concedió el estatus de ciudad y en 1920 el gobierno comunista la renombró Marxstadt en homenaje a Karl Marx. En 1941, por orden de Stalin, Marxstadt pasó a conocerse como Marks o Marx, borró del mapa la República Autónoma de los Alemanes del Volga, diezmó las familias y los alemanes fueron deportados a campos de concentración gulags ubicados en Siberia y obligados a realizar trabajos forzados, mientras otros fueron ejecutados sin más, provocando un genocidio. Desde entonces la ciudad fue ocupada por comunistas rusos, quienes se repartieron las pertenencias de los pobladores originales.

## Demografía
| 1897   | 1926   | 1939   | 1959   | 1970   |
| ------ | ------ | ------ | ------ | ------ |
| 6 000  | 12 500 | 16 100 | 13 100 | 17 100 |
| 1979   | 1989   | 1996   | 2002   | 2007   |
| 25 700 | 31 900 | 33 100 | 32 849 | 32 800 |

## Cultura y lugares de interés
El museo local muestra exhibiciones de la historia alemana de la ciudad. también se puede visitar una serie de interesantes iglesias, entre ellas alguna católica.

## Economía
En la ciudad hay dos grandes empresas, la fábrica Volgadizelapparat (Волгадизельаппарат), que fábrica piezas para motores Diesel, y Agat (Агат). Así mismo hay una fábrica de fabricación de manteca y quesos y una cervecera.

## Personalidades
- Küf Kaufmann (*1947) : Director alemán
- Hugo Wormsbecher (*1938) : autor ruso germanófono de origen alemán, portavoz de los alemanes del Volga.